# Jacob Carstensen (Biologe)
Jacob Carstensen (* 1966) ist ein dänischer Biologe und Ökologe. Er ist Professor an der Universität Aarhus.

## Leben
Carstensen schloss in den Jahren 1990 und 1994 ein Master- bzw. Promotionsstudium ab. Er ist als Professor für Meeressysteme an der Universität Aarhus tätig. Bekanntheit erlangte er mit seiner Arbeit zur Hypoxie und den Sauerstoffentzug (englisch deoxygenation) in den Meeren, insbesondere zu „Todeszonen“ in der Ostsee. Gemeinsam mit Kollegen, darunter Daniel J. Conley, konnte er durch Messung von Wassersäulen die durch Überdüngung entstandene sauerstoffarmen Zonen in der Ostsee untersuchen und dabei dramatische Entwicklungen aufzeigen, die durch das Wechselspiel von Erderwärmung und Nährstoffeintrag entstehen. Er geht dabei davon aus, dass die einzig realistische Option zur Gesundung der Ostsee die deutliche Verringerung der Nährstoffeinträge ist.

## Schriften
- J. Carstensen, J. H. Andersen, B. G. Gustafsson und D. J. Conley: Deoxygenation of the Baltic Sea during the last century. In: Proceedings of the National Academy of Sciences. 2014, doi:10.1073/pnas.1323156111
- D. J. Conley, S. Björck, E. Bonsdorff, J. Carstensen, G. Destouni, B. G. Gustafsson, ... und B. Müller-Karulis: Hypoxia-related processes in the Baltic Sea. In: Environmental Science & Technology. Band 43, Nr. 10, 2009, S.  3412–3420, doi:10.1021/es802762a
- D. Hering, A. Borja, J. Carstensen, L. Carvalho, M. Elliott, C. K. Feld, ... und A. L. Solheim: The European Water Framework Directive at the age of 10: a critical review of the achievements with recommendations for the future. In: Science of The Total Environment. Band 408, Nr. 19, 2010, S. 4007–4019, doi:10.1016/j.scitotenv.2010.05.031